# 京太动车组列车
京太动车组列车是中国铁路运行于直辖市北京市至山西省省会太原市的动车组列车，途经北京市、河北省、山西省二省一市。目前合计开行4.5对列车，其中D1047/1048次列车客运乘务由成都局集团成都客运段担任，其余列车客运乘务均由太原局集团太原客运段担任。

## 历史
2009年4月1日，为配合石太客运专线开行动车组列车，北京至太原间首次开行经由京广铁路、石太客运专线的动车组列车，运行区段为北京西站至太原站。2012年12月21日，这些既有线动车组在京广高铁京郑段开通前停运，同年12月26日开行经由京广高铁、石太客专的普通动车组列车D2001/2002、D2003/2004、D2005/2006次。
2022年6月20日，为配合京广高速铁路北段运行图重排和北京丰台站重新启用，北京西站至临汾西站、运城北站的D2002-2005次列车停运。至此，北京至太原间经由京广高速铁路和石太客运专线的所有普通动车组列车全部停运。
2023年10月11日，全国铁路运行图调整，北京至太原间首次开行经由京张城际铁路、大张客运专线、韩原铁路、大西客运专线的动车组列车，运行区段为北京北站/清河站至太原南站。
2024年1月10日，全国铁路运行图调整，北京至太原间增开2对普通动车组列车，车次为D1131-1134次。
2024年6月15日，全国铁路运行图调整。D1133/1132次列车延长至石家庄站始发终到，车次改为D1151/1154、D1153/1152次清石动车组列车，从而实现石家庄至张家口的动车组列车直通（尽管需绕经山西）。同时，D1134次延长至临汾西站始发。
2025年1月5日，随着集大原高速铁路通车，京太动车组列车在大同南站至原平西站区间由韩原铁路改经大西客运专线，同时D1131次、D1134次临时更换为复兴号CR400AF-S型电力动车组。此外，北京至太原间增开1对普通动车组列车，车次为D1047/8次。

## 列车编组

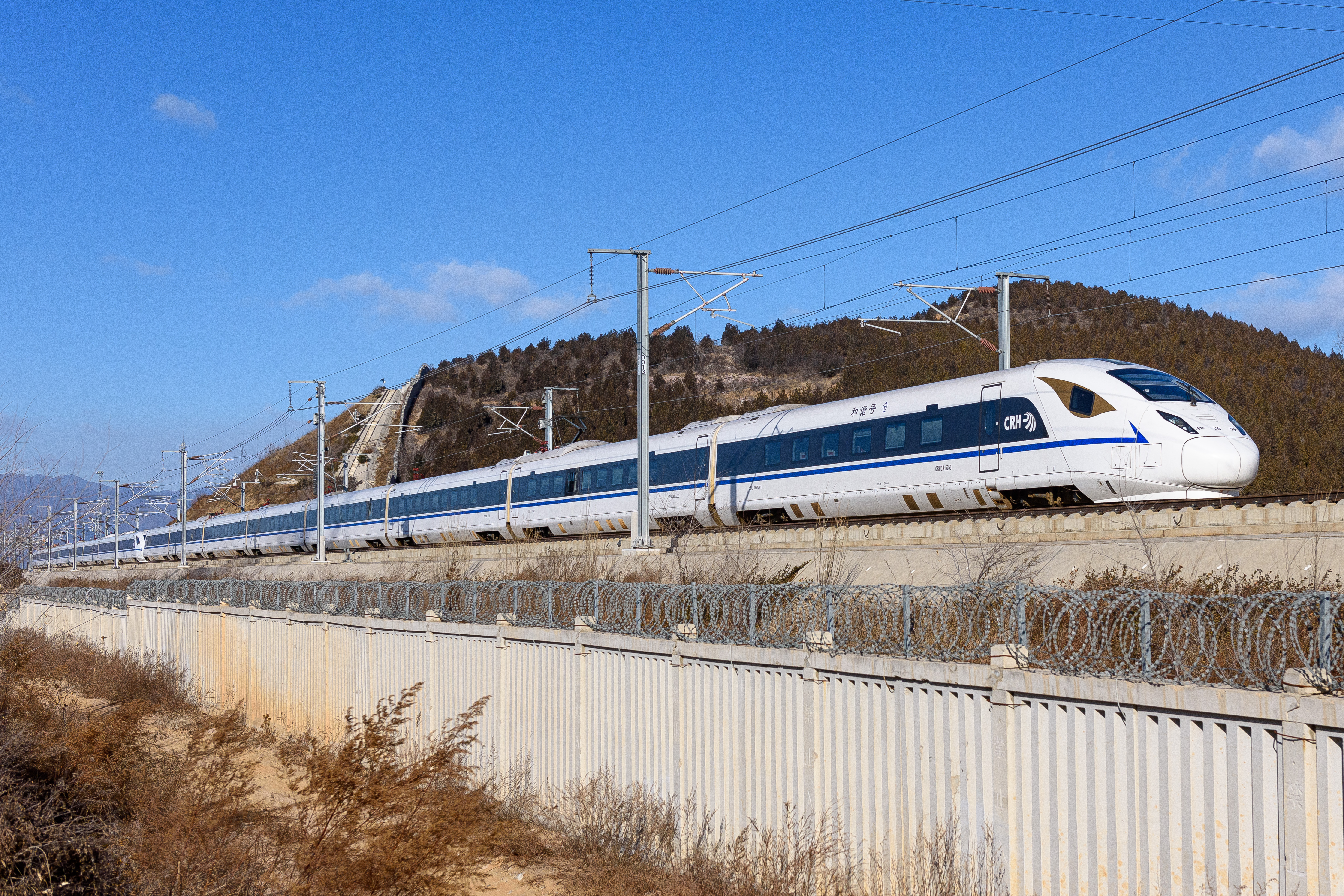
成都局D1045/6次套跑的D1048次使用CRH3A

D1125-1131次列车均使用配属于太原局集团太原动车运用所的CRH5A。
| 车厢号 | 1           | 2-5         | 6                  | 7           | 8           |
| 车型   | ZY 一等座车 | ZE 二等座车 | ZEC 二等座车／餐车 | ZE 二等座车 | ZY 一等座车 |

D1047/1048次列车使用配属成都局集团成都东动车运用所的CRH3A，重联运行。
| 车厢号 | 1/9         | 2-4/10-12   | 5/13               | 6-8/14-16   |
| 车型   | ZY 一等座车 | ZE 二等座车 | ZEC 二等座车／餐车 | ZE 二等座车 |

## 车体交路
数据日期：2025年1月5日（交路仅供参考，以实际开行情况为准）
交路1：出库→太原南开D1126至清河→清河开D1127至太原南→太原南开D1130至北京北→进入北京北动车所过夜→北京北开D1125至太原南→太原南开D1128至清河→清河开D1129至太原南→回库。
交路2：出库→临汾西开D1134至清河→清河开D1151/4至石家庄→石家庄过夜→石家庄开D1153/2至清河→清河开D1131至太原南→回库。
交路3：出库→成都东开D1046至清河→清河开D1047至太原南→太原南过夜→太原南开D1048至清河→清河开D1045至成都东→回库。